# Macenta Airport
Macenta Airport är en flygplats i Guinea.   Den ligger i regionen Nzerekore Region, i den sydöstra delen av landet, 500 km öster om huvudstaden Conakry. Macenta Airport ligger 543 meter över havet.
Terrängen runt Macenta Airport är platt åt sydost, men åt nordväst är den kuperad. Runt Macenta Airport är det ganska glesbefolkat, med 43 invånare per kvadratkilometer. Närmaste större samhälle är Macenta, 1,2 km norr om Macenta Airport. I omgivningarna runt Macenta Airport växer huvudsakligen savannskog.